# Lesse (Francja)
Lesse – miejscowość i gmina we Francji, w regionie Grand Est, w departamencie Mozela.
Według danych na rok 1990 gminę zamieszkiwało 176 osób, a gęstość zaludnienia wynosiła 21 osób/km² (wśród 2335 gmin Lotaryngii Lesse plasuje się na 869. miejscu pod względem liczby ludności, natomiast pod względem powierzchni na miejscu 718.).